# Fender Squier
Squier es una marca derivada de Fender Musical Instruments Company que produce principalmente instrumentos musicales derivados de la línea de productos de Fender. Sus modelos varían desde los económicos como aquellos de entrada a la línea hasta el tope de gama con productos que han hecho historia en el mundo de las guitarras como son los de la serie Classic Vibe.

## Historia
Fender (llamado CBS Musical Instruments), adquirió en los años 50 en Estados Unidos una marca que fabricaba cuerdas, poniéndole precisamente el nombre Squier. El nombre se mantuvo desconocido durante muchos años.
A comienzos de los 80, ciertos problemas hicieron ver a Fender la necesidad de tener una segunda marca. Había muchas marcas que vendían a bajo precio, en EE. UU. no se podía producir a precios tan bajos, y compañías como Tokai Guitars estaba opacando en ventas de Fender en Europa.
Por lo tanto el nombre Squier fue reestructurado a comienzos de los 80, para distinguir una serie de producciones clásicas (Squier JV Series). Se hicieron reproducciones exactas de los modelos clásicos de Fender de los años 50 y 60. Pronto salió otra serie (SQ series, llamada así por el prefijo del número de serie), esta vez con reproducciones de modelos clásicos de los 70.
Squier comenzó a producir sus propios modelos, aunque su producción principal sigue siendo de modelos de Fender, pero a valores reducidos para competir en el mercado sin bajar la calidad.

## JV Series - Fujigen - Japón
Cuando Squier fue lanzado en Europa, a comienzos de los 80, comenzó haciendo reproducciones de los modelos clásicos de Fender: Stratocaster (modelo ‘57 y ‘62), Precision Bass (modelo ‘57 y ‘62), Telecaster (modelo ‘52) y Jazz Bass (modelo ‘62). Se hacían en la fábrica Fujigen, en Japón, usando los mismos diseños de la fábrica de USA bajo parámetros estrictos de calidad. Estas primeras series de Squier son llamadas JV Series, llamadas así por el prefijo del número de serie estampado en el mástil. JV quiere decir Japanese Vintage. Inicialmente estas guitarras tenían el logo de Fender en el headstock (carátula), pero pronto cambió por el logo de Squier, con un pequeño logo que decía by Fender, debajo del logo de Squier (y así se mantiene hasta hoy).

## Modelos originales
Ha habido también modelos originales de Squier, diferentes a los de las series de Fender. Entre ellos Super-Sonic, Squier '51,un diseño que mezclaba elementos de la Stratocaster, Telecaster, y el Precision Bass de 1951, también las hizo Fender american cuando squier deja de hacer el 51 y termina de hacerlo cuando vuelve a hacerla Squier ahora se dejó de fabricar (véanlo en Youtube, no borrar), También hizo el JagMaster (mezcla del JazzMaster y el Jaguar de Fender). 
Hay también modelos de Fender, como la Stratocaster y la Telecaster, y modelos como el Hello Kitty Stratocaster, con acabado en rosado, incrustaciones en el diapasón y el logo de Hello Kitty, y OBEY Graphics Series, con acabados personalizados.

## Modelos actuales

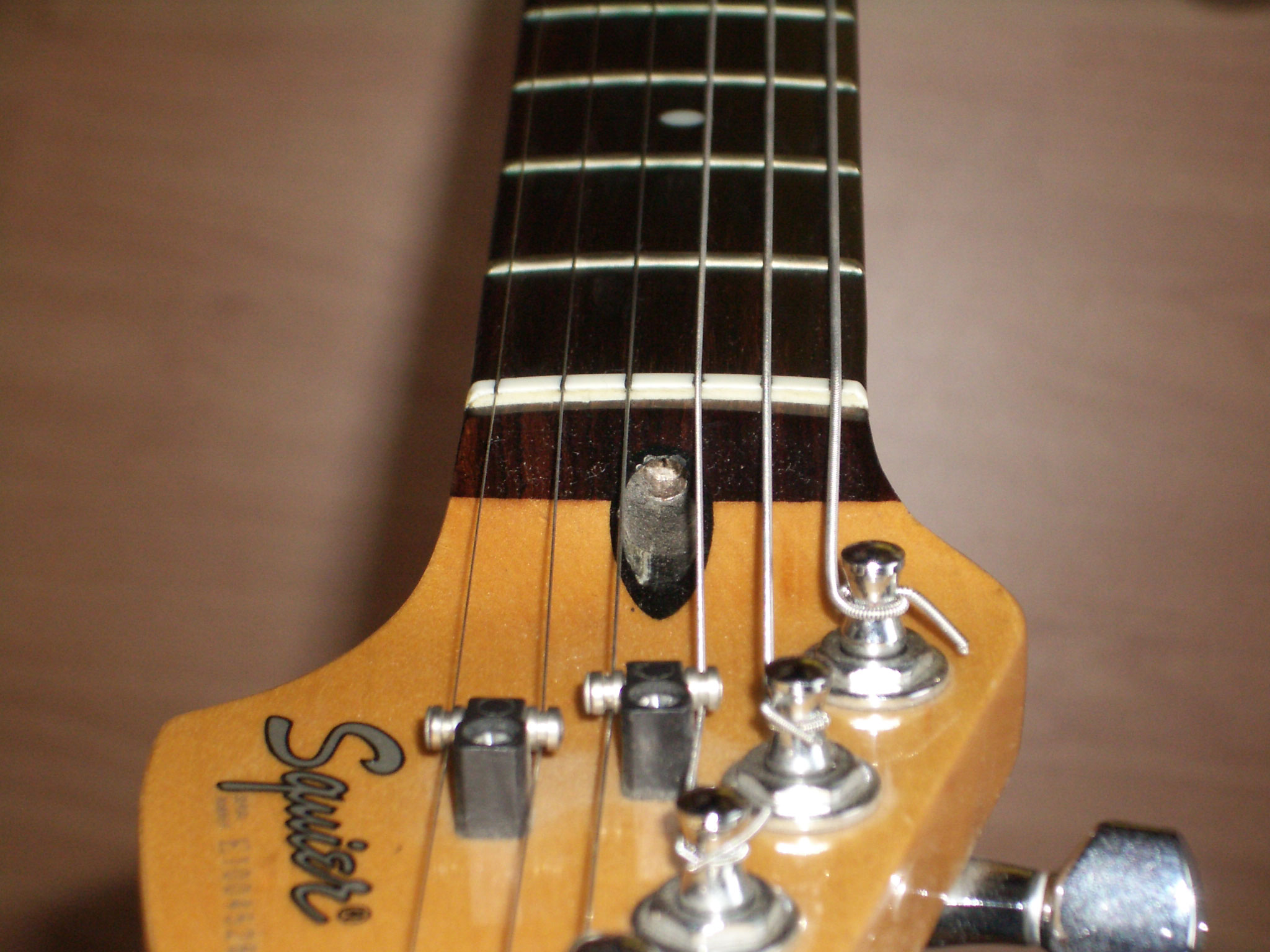
Detalle del clavijero y el alma de una Squier Stratocaster.

Squier continúa produciendo Stratocasters y Telecasters. Produce sus propios modelos, como Bullet, Affinity y Hello Kitty. En cuanto a bajos, Precision Bass, Jazz Bass, Bronco Bass, Hello Kitty Bass y MB Bass. También produce guitarras y bajos acústicos, e igual que Fender, Squier también produce sistemas de audio. Además, Squier comienza a producir modelos de mayor calidad, y a precios más altos, diferentes de los modelos de la línea de Fender.

## Lista de modelos (en orden de menor a mayor calidad)

### Modelos Originales
- Bullet strat
- Stagemaster
- Squier '51
- Sprit
- Super-Sonic
- JagMaster
- Venus
- Venus I
- M-50
- M-70
- M-80
- P Bass-Special V

### Affinity Series
- Fat Strat
- Hello Kitty Stratocaster
- Squier Strat (Rosewood/Maple)
- Squier Tele
- Squier Mini
- Squier J Bass
- Squier P Bass

### Deluxe Series
- Satin Trans Fat Stratocaster (HH - HSS)
- Satin Trans Telecaster
- Squier J Bass

### Obey Graphics Series
- OBEY Graphics Stratocaster HSS (Collage/Dissent)
- OBEY Graphics Telecaster HSS (Collage/Dissent)

### California Series
California es a su vez una nueva serie producida por Squier en China e Indonesia desde mediados de la década del 2000, manteniendo los estándares de fabricación de su hermana mayor Fender. NO CONFUNDIR CON FENDER CALIFORNA HECHA EN USA
- California Series Stratocaster
- California Series Telecaster
- California Series Fat Strat
- California series jazz bass
- California series precision bass

### Standard Series
- Standard Stratocaster
- Standard Telecaster
- Standard P Bass
- Standard J Bass
- Deluxe Stratocaster FMT

### Vintage Modified Series
- Vintage Modified Strat
- Vintage Modified Strat HSS
- Vintage Modified Tele Custom
- Vintage Modified Tele Custom II
- Vintage Modified Tele SH
- Vintage Modified Tele SSH
- Vintage Modified Tele Thinline
- Vintage Modified Jag HH
- Vintage Modified Jazz Special & Standart

### Classic Vibe Series: TOPE DE GAMA
Desde 2008, Squier viene produciendo una nueva serie de guitarras alta calidad basadas tanto en las vintage de las décadas de los 50 y 60 como en las Japanese Vintage de los 80, recobrando capturar ese aire clásico y la calidad que la ha llevado a la prestigiosa Fender a la cima del mundo de las seis cuerdas. 
Los modelos reproducidos son de extrema calidad con maderas seleccionadas y componentes de superioridad al estándar. Incluyen una Stratocaster de los 50, con mástil totalmente en arce, disponible en 3 colores (Blanco Olímpico, Sunburst de dos tonos y Azul Lake Placid), otra de los 60, en dos colores (Rojo Candy Apple y Sunburst 3 tonos) y con diapasón en palisandro, todas ellas con cuerpo macizo de aliso y una Telecaster estilo 50's disponible  en blanco y cuerpo en pino y sunburst de 3 tonos.